# Kapteine der Rehoboth Baster

Flagge der Rehoboth Baster

Die Kapteine der Rehoboth Baster waren die traditionellen Führer der Rehoboth Baster in Namibia bis zur Auflösung des Homelands Rehoboth zur Unabhängigkeit Namibias im Jahre 1990.
Die Verfassung Namibias von 1990 teilt den Rehoboth-Baster-Kapteinen keine Sonderrechte zu wie etwa den traditionellen Führern anderer Volksstämme innerhalb Namibias. Ihre Verwaltung, der Basterrat wurde aufgelöst. Intern halten die Baster jedoch an ihren traditionellen Strukturen fest. Politisch werden die Rehoboth Baster durch die Partei United People’s Movement vertreten. Sie setzten sich weiterhin offiziell für die Unabhängigkeit des Rehoboth Gebiet ein.

## Rehoboth-Baster-Kapteine

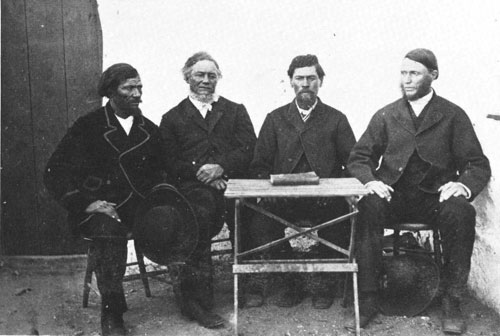
Basterrat 1872
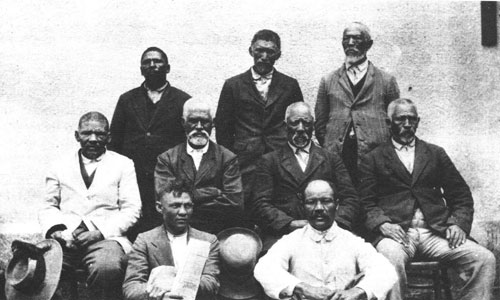
Basterrat 1915
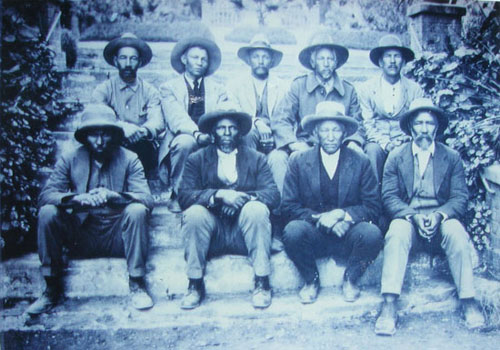
Basterrat 1923

- Hermanus van Wyk, * 1835 † 1905; 1868–1905
- Cornelius van Wyk, † 1924; (1905)1914–1924
- Albert Mouton; 1924–1925

Nicolaas van Wyk1; 1924–1933
- Ben Africa; 1977–1979
- Johannes Diergaardt, * 1927 † 1998; 1979–1998

Dap Izaaks1, † 2005; 1998–1999 (übergangsweise)
- John McNab, * 1934/35 † 2020; 1999–2020
  - Martin Dentlinger1; seit 2018 (kommissarisch von McNab eingesetzt; umstritten)[1][2]
- Martin Dentlinger; am 1. November 2020 vom Baster Burgher Volksraad bestätigt[3] (umstritten)
- Barney Buys, † 2020; Oktober 2020–November 2020 (umstritten)[3]
- Herbert George Britz; am 24. April 2021 gewählt (dennoch umstritten)[4]

## Nachweise
- Namibia Traditional Polities, auf worldstatesmen.org abgerufen am 14. April 2011 (englisch)

1. ↑  Baster community meeting derails. Namibian Sun, 13. März 2018.
2. ↑  Jeroen Zandberg: Rehoboth Griqua Atlas. Lulu.com, 2. Ausgabe, 2013, ISBN 978-1-4452-7242-9, Dokumentseite 1.
3. 1 2  Wer wird Baster-Kaptein? Allgemeine Zeitung, 16. Dezember 2020.
4. ↑  Baster kaptein dispute heads to court. New Era, 14. März 2022.